# 一路順風
《一路順風》（英語：Godspeed）是一部於2016年上映的臺灣公路犯罪電影。由許冠文、納豆、戴立忍、庹宗華、陳以文、吳中天、梁赫群領銜主演。台灣於2016年11月18日上映。入選2016年多倫多國際電影節，获得第53届金马奖8项提名。

## 劇情簡介
一個來自香港的落魄計程車司機老許（許冠文飾）與一個少根筋的運毒小弟納豆（林郁智飾），誤打誤撞踏上從北到南、橫跨半個臺灣的「送貨」之旅。原本看似單純的送貨，兩人卻意外捲入一場黑吃黑的槍擊命案，而這趟公路之旅，考驗著兩人的信任與淡薄的友誼⋯⋯

## 演員
| 演員姓名          | 角色名稱       | 介紹                                   |
| 許冠文            | 老許（許英傑） | 計程車司機                             |
| 林郁智            | 納豆           | 大寶的手下，負責運送毒品               |
| 戴立忍            | 大寶           | 黑社會人士                             |
| 吳中天            | 小吳           | 大寶的手下、司機                       |
| 庹宗華            | 庹哥           | 大寶的朋友、客戶，後來被阿文與小梁槍殺 |
| 陳以文            | 阿文           | 庹哥的手下，後來叛變槍殺庹哥與阿財     |
| 林道禹            | 阿財           | 庹哥的手下，後來被阿文與小梁槍殺       |
| 梁赫群            | 小梁           | 庹哥的手下，後來叛變槍殺庹哥與阿財     |
| 林美秀            | 老許的老婆     | 客串                                   |
| 陳玉勳            | 獸醫           | 客串                                   |
| 金士傑            | 納豆的父親     | 照片                                   |
| 維塔亞·潘斯林加姆 | 泰國黑社會老大 |                                        |
| 黃健瑋            | 喪家           | 客串                                   |

## 獎項
| 主辦單位               | 獎項               | 受獎者       | 階段／結果 |
| ---------------------- | ------------------ | ------------ | ---------- |
| 第53屆金馬獎           | 最佳劇情片         | 《一路順風》 | 提名       |
| 第53屆金馬獎           | 最佳導演           | 鍾孟宏       | 提名       |
| 第53屆金馬獎           | 最佳男主角         | 許冠文       | 提名       |
| 第53屆金馬獎           | 最佳男配角         | 納豆         | 提名       |
| 第53屆金馬獎           | 最佳攝影           | 中島長雄     | 提名       |
| 第53屆金馬獎           | 最佳美術設計       | 趙思豪       | 獲獎       |
| 第53屆金馬獎           | 最佳造型設計       | 許力文       | 提名       |
| 第53屆金馬獎           | 最佳電影原創音樂獎 | 曾思銘       | 提名       |
| 第11屆亞洲電影大獎     | 最佳電影           | 《一路順風》 | 提名       |
| 第11屆亞洲電影大獎     | 最佳男主角         | 許冠文       | 提名       |
| 第11屆亞洲電影大獎     | 最佳原創音樂       | 曾思銘       | 提名       |
| 第36屆香港電影金像獎   | 最佳兩岸華語電影   | 《一路順風》 | 獲獎       |
| 第17屆華語電影傳媒大獎 | 最佳男主角         | 許冠文       | 獲獎       |
| 第17屆華語電影傳媒大獎 | 最佳男配角         | 納豆         | 獲獎       |

## 外部連結
- 國家電影中心
- 甲上娛樂的Facebook專頁
- Yahoo奇摩電影上《一路順風》的資料（繁體中文）
- 開眼電影網上《一路順風》的資料（繁體中文）
- 香港影庫上《一路順風》的資料（繁體中文）
- 雅虎香港電影上《一路順風》的資料（繁體中文）
- 豆瓣电影上《一路順風》的資料 （简体中文）
- 时光网上《一路順風》的資料（简体中文）
- 互联网电影数据库（IMDb）上《一路順風》的资料（英文）
- AllMovie上《一路順風》的资料（英文）
- YouTube上的【一路順風】中文電影預告.（繁體中文）